# Blindenschach

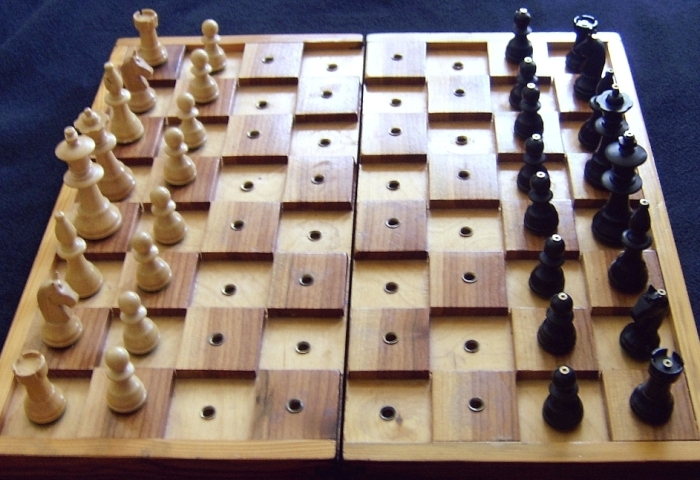
Ein Blindenschachbrett: Die weißen Felder sind tiefergelegt, die schwarzen Figuren sind mit Metallschrauben versehen.

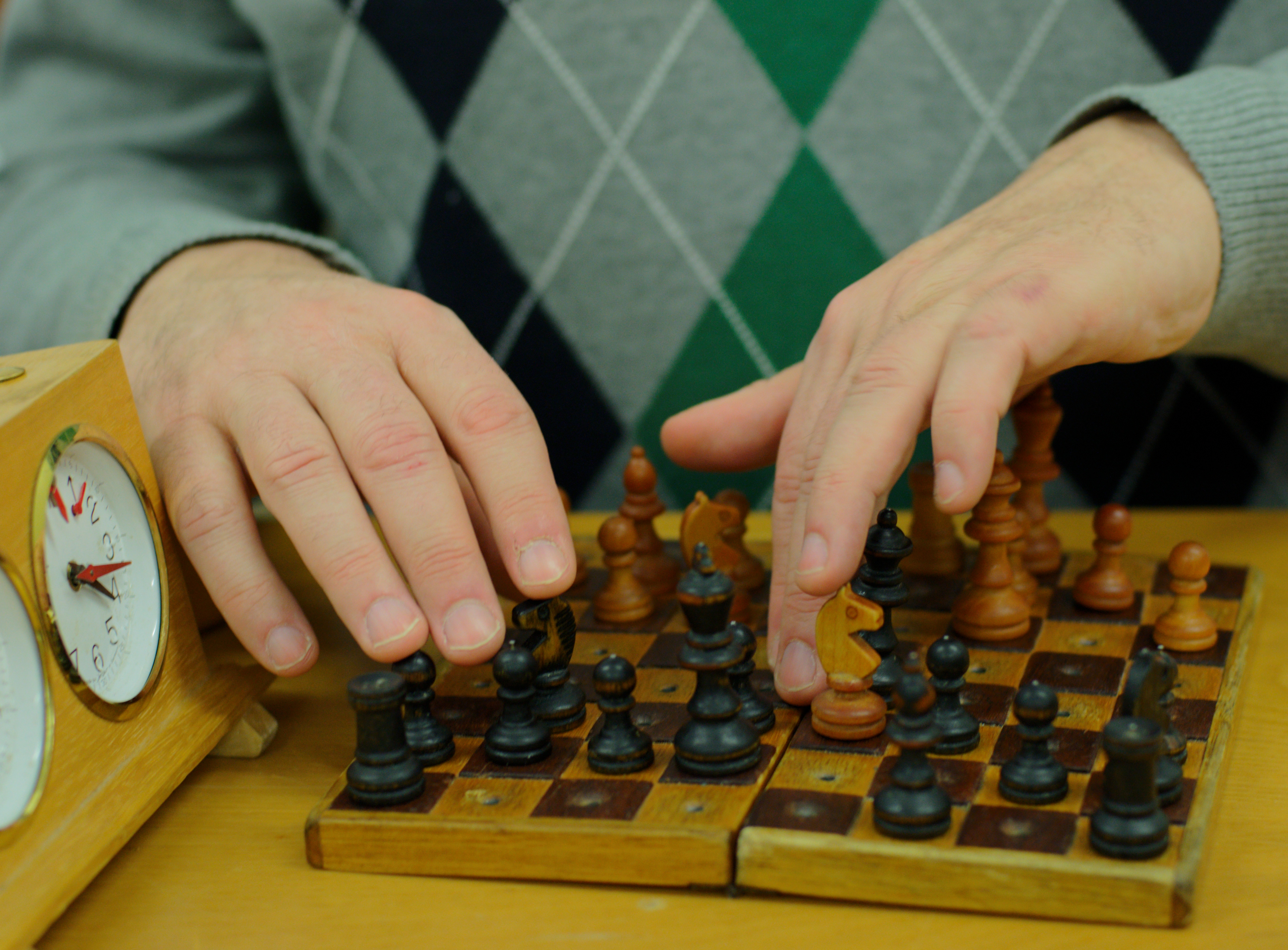
Hände eines blinden Schachspielers während einer Partie

Schach wird Blindenschach genannt, wenn mindestens einer der Spieler blind ist oder sehbehindert (dann auch Sehbehindertenschach). Blindenschach ist nicht zu verwechseln mit dem Blindschach (Schach spielen im Kopf ohne Ansicht des Bretts) oder der Schachblindheit (dem Übersehen sehr einfacher Spielmöglichkeiten während einer Partie).

## Blindenschach
Die blinden Spieler benutzen spezielle Steckschachspiele, um die Figuren befühlen zu können, ohne dass diese verrutschen oder umfallen. Damit der blinde Spieler die weißen von den schwarzen Figuren unterscheiden kann, sind die schwarzen Figuren oben mit aufgesetzten Kügelchen oder Nägeln versehen. Auf dem Brett sind die weißen und schwarzen Felder durch leicht unterschiedliche Höhen ertastbar. Dieses Steckschachbrett wurde 1848 auf einer Blindenschule in London entwickelt.
Es ermöglicht – über das Spielen der Blinden untereinander hinaus – auch die Beteiligung an Turnieren zusammen mit Sehenden. Dafür gelten die offiziellen Spielregeln des Weltschachbundes (FIDE) für Turnierschach und zusätzlich die sogenannte Zweibrett-Regel mit Festlegungen für Partien zwischen blinden und sehenden Spielern. Der Blinde sagt die von ihm gespielten Züge laut an und führt sie auf seinem Steckschachspiel aus; der Sehende hat ein normales Schachbrett vor sich und überträgt den angesagten Zug auf dieses Brett. Ebenso muss der Sehende die von ihm ausgeführten Züge ansagen. Nach den FIDE-Regeln gilt im Blindenschach eine Figur als berührt, wenn der blinde Spieler den Stein aus dem Loch nimmt. Dann muss er nach der Berührt-geführt-Regel auch mit diesem Stein ziehen.

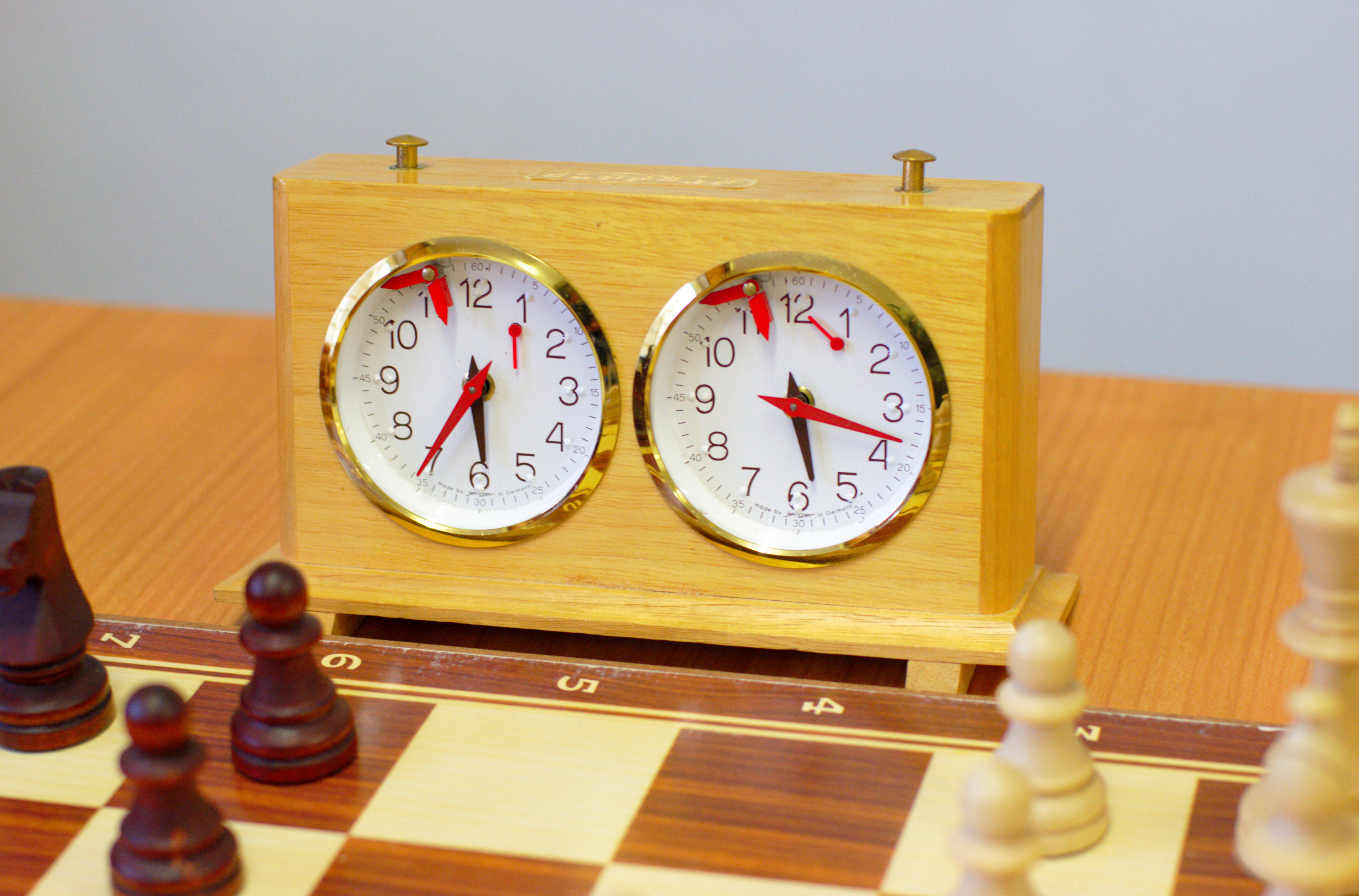
Klassische mechanische Blinden-Schachuhr

Für Blinde gibt es spezielle Schachuhren ohne Glas, deren Zeiger und Zifferblätter ertastet werden können. Seitdem sich in Ligen und Wettkämpfen mehr und mehr der Fischer-Modus durchsetzt, benötigen auch Blinde digitale Schachuhren. Diese unterscheiden sich äußerlich nicht sehr von gewöhnlichen digitalen Schachuhren, verfügen jedoch über Ohrhörer und eine Sprachausgabe, die dem sehbehinderten Spieler die verbleibenden Bedenkzeiten und die Zugzahl ansagt.
1924 wurde eine Schachnotation in Blindenschrift zur Aufzeichnung von Partien entwickelt, die sogenannte Marburger Schachschrift.
Schach ist eine der wenigen sportlichen Betätigungen, die Sehende und Blinde unter annähernd gleichen Voraussetzungen ausüben können. 
Der erste Schachverein für Blinde wurde im Februar 1924 in Chemnitz gegründet. Seit 1958, dem Gründungsjahr der International Braille Chess Association (IBCA) ist das Blindenschach auch international organisiert. Neben nationalen Meisterschaften werden auch Welt- und Europameisterschaften für Blinde ausgerichtet. Seit 1994 nimmt eine Auswahl der IBCA an der Schacholympiade teil. 1998 erzielte sie mit Platz 52 ihr bisher bestes Ergebnis.

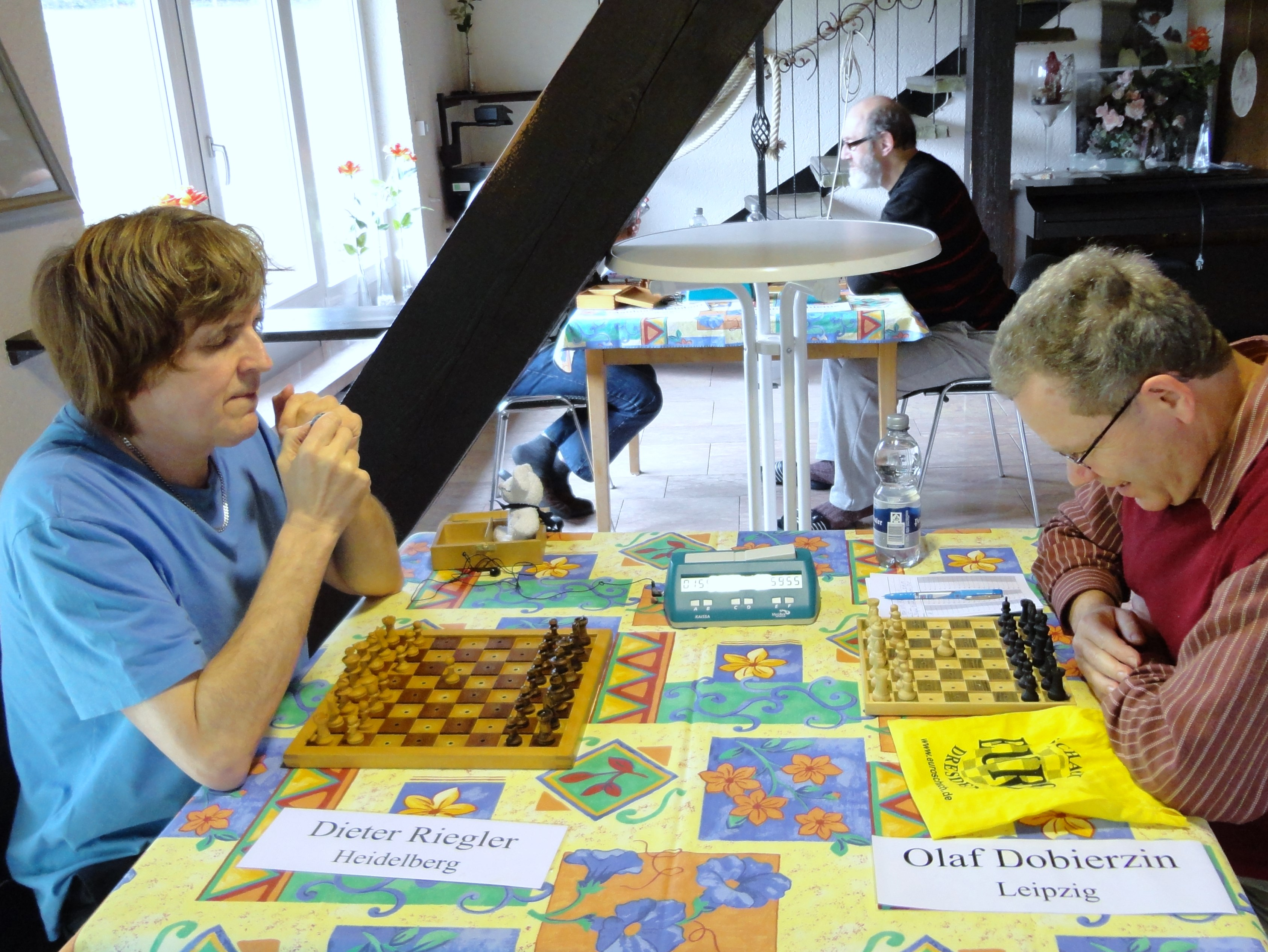
Dieter Riegler - Olaf Dobierzin, 2013 Deutsche Meisterschaft im Blindenschach in Mühlenbach (Schwarzwald).

Über lange Zeit galt Dieter Riegler als spielstärkster deutscher Sehbehinderter. Er ist vom Deutschen Blinden- und Sehbehinderten-Schachbund (DBSB) auch regelmäßig zur allgemeinen deutschen Schachmeisterschaft entsandt worden, wo er beachtliche Ergebnisse erzielt hat. International galt der Jugoslawe Dragoljub Baretic als einer der stärksten blinden Spieler der Welt. Er nahm 1962 am B-Turnier in Hastings teil. Einer der erfolgreichsten blinden Spieler ist der Russe Sergey Krylov (Elo-Zahl Höchststand: 2409 im Jahr 2007), der dreimal (1978, 1982 und 2004) den Weltmeistertitel errang.